# رادومیر نواکوویچ
رادومیر نواکوویچ (انگلیسی: Radomir Novaković؛ زادهٔ ۲۴ ژانویهٔ ۲۰۰۰) بازیکن فوتبال اهل آلمان است.
از باشگاه‌هایی که در آن بازی کرده‌است می‌توان به باشگاه فوتبال رودا جی‌سی کرکراد اشاره کرد.
وی همچنین در تیم ملی فوتبال Serbia U19 بازی کرده‌است.